# 天主教布訥盧爾教區
天主教布訥盧爾教區 （拉丁語：Dioecesis Punalurensis）是羅馬天主教的一個教區，位於印度喀拉拉邦南部，受特里凡得琅總教區管轄。
教區成立於1985年12月21日，2004年有教友46,708名，佔轄區總人口百分之1.9。由五十名司鐸名管理十個堂區。現任教區主教為思維‧邦努穆坦。